# Filip Misolic
Filip Misolic (Graz, 8 agosto 2001) è un tennista austriaco.
Si è distinto in singolare raggiungendo una finale del circuito maggiore nel 2022 all'Austrian Open Kitzbühel. Ha vinto alcuni titoli in tornei dell'ATP Challenger Tour e si è spinto fino al 95º posto del ranking ATP nel luglio 2025. Ha esordito nella squadra austriaca di Coppa Davis nel 2022.

## Carriera

### 2016-2021, tra gli juniores, inizi tra i professionisti e primo titolo ITF
Gioca nel circuito mondiale junior dal 2016 senza ottenere particolari successi e nel settembre 2019 esordisce nel circuito ITF. Nel dicembre 2020 raggiunge la prima finale ad Adalia, ed è costretto a ritirarsi contro Holger Rune, nel marzo successivo conquista il primo titolo a Parenzo. Nel prosieguo della stagione ne vince altri 4 e chiude il 2021 intorno alla 350ª posizione del ranking di singolare.

### 2022, prima finale ATP, primo titolo Challenger e 136º nel ranking
Con la nuova classifica acquisita, nel 2022 gioca con maggior frequenza nei tornei Challenger e già a maggio vince il suo primo titolo della categoria a Zagabria dove, partendo dalle qualificazioni, vince sette incontri consecutivi, risultato con cui passa dalla 301ª alla 225ª posizione e che gli consente di partecipare alle qualificazioni del torneo di Wimbledon.
A fine luglio riceve una wild card per il tabellone principale dell'ATP 250 dell'Austrian Open Kitzbühel, e alla sua prima esperienza in un tabellone principale del circuito ATP Tour, raggiunge la sua prima finale sconfiggendo in successione Daniel Dutra da Silva, Pablo Andújar, Dušan Lajović e Yannick Hanfmann arrendendosi solamente in finale al nº 20 del mondo Roberto Bautista Agut. Grazie a questo risultato guadagna altre 68 posizioni di classifica e sale alla 136ª diventando il numero uno austriaco. A settembre esordisce in Coppa Davis aggiudicandosi un singolare nella sfida vinta 4-0 in Austria contro il Pakistan.

### 2023, un titolo e una finale Challenger, 126º nel ranking
Torna a mettersi in luce nell'aprile del 2023 vincendo il Challenger di Roseto degli Abruzzi superando in tre set in finale Raphaël Collignon e porta il miglior ranking alla 126ª posizione. Il mese successivo perde la finale al Challenger di Mauthausen, lo stesso giorno scadono i punti che aveva guadagnato l'anno prima nel Challenger di Zagabria e inizia a scendere in classifica. Risale con i quarti di finale raggiunti a luglio nel torneo ATP dello Swedish Open ma subito riscende con la sconfitta al primo turno all'ATP di Kitzbühel, dove era vice-campione uscente. A ottobre scende alla 181ª posizione ATP, consegue poi alcuni discreti risultati e chiude la stagione alla 146ª.

### 2024, crollo in classifica
Nei primi mesi del 2024 non va oltre i quarti di finale raggiunti in un torneo Challenger, a maggio scende alla 243ª posizione e fa subito rientro nella top 200 dopo il Roland Garros, dove supera per la prima volta le qualificazioni in un torneo del Grande Slam e si spinge fino al secondo turno. Questo risultato non trova seguito nel prosieguo della stagione, già a luglio esce di nuovo dalla top 200 e a dicembre esce anche dalla top 300.

### 2025, due titoli Challenger, terzo turno al Roland Garros e top 100
Il primo risultato di rilievo arriva nel febbraio 2025 con la finale raggiunta al Tenerife Challenger II, elimina tra gli altri Dominik Koepfer e cede in due set a Pablo Carreño Busta; a fine torneo risale alla 257ª posizione. A inizio aprile si spinge fino ai quarti all'ATP di Bucarest e rientra nella top 200. A maggio si aggiudica il Challenger di Praga, raggiunge poi per la prima volta il terzo turno in un torneo del Grande Slam al Roland Garros con la vittoria sul nº 31 del mondo Denis Shapovalov e cede in tre set a Novak Djokovic. Subito dopo vince il Challenger 100 del Poznań Open con il successo in finale su Dalibor Svrčina e porta il miglior ranking alla 110ª posizione. Supera le qualificazioni e fa il suo esordio a Wimbledon con una sconfitta al primo turno.
Continua l'ascesa con la semifinale raggiunta al Challenger 125 di Braunschweig e soprattutto spingendosi fino ai quarti di finale all'ATP 250 dello Swedish Open con il successo sul campione uscente e nº 35 ATP Nuno Borges; viene eliminato in tre set da Camilo Ugo Carabelli e fa il suo ingresso nella top 100, alla 97ª posizione. Sale alla 95ª dopo l'eliminazione al secondo turno all'Austrian Open Kitzbühel.

## Statistiche
Aggiornate al 28 luglio 2025.

### Singolare

#### Finali perse (1)
| Legenda              |
| Grande Slam (0)      |
| ATP Finals (0)       |
| ATP Masters 1000 (0) |
| ATP Tour 500 (0)     |
| ATP Tour 250 (1)     |

| N. | Data           | Torneo                   | Superficie  | Avversario in finale  | Punteggio |
| 1. | 31 luglio 2022 | Austrian Open, Kitzbühel | Terra rossa | Roberto Bautista Agut | 2-6, 2-6  |

### Tornei minori

#### Singolare

##### Vittorie (10)
| Legenda tornei minori     |
| Challenger (4)            |
| ITF World Tennis Tour (6) |

| N.  | Data              | Torneo                                                   | Superficie  | Avversario in finale | Punteggio        |
| 1.  | 14 marzo 2021     | M15 Porec, Parenzo                                       | Terra rossa | Pietro Rondoni       | 6-4, 6-4         |
| 2.  | 18 luglio 2021    | M25 Telfs, Telfs                                         | Terra rossa | Bogdan Ionut Apostol | 7-6(7), 6-1      |
| 3.  | 1º agosto 2021    | M15 Novi Sad, Novi Sad                                   | Terra rossa | Luciano Darderi      | 6-4, 6-4         |
| 4.  | 8 agosto 2021     | M15 Novi Sad, Novi Sad                                   | Terra rossa | Francisco Comesaña   | 6-4, 6-3         |
| 5.  | 26 settembre 2021 | M25 Pardubice, Pardubice                                 | Terra rossa | Henri Squire         | 7-5, 6-3         |
| 6.  | 13 marzo 2022     | M25 Porec, Parenzo                                       | Terra rossa | Oriol Roca Batalla   | 3-6, 7-6(2), 6-4 |
| 7.  | 14 maggio 2022    | Zagreb Open, Zagabria                                    | Terra rossa | Mili Poljičak        | 6-3, 7-6(6)      |
| 8.  | 23 aprile 2023    | Challenger di Roseto degli Abruzzi, Roseto degli Abruzzi | Terra rossa | Raphaël Collignon    | 4-6, 7-5, 7-6(6) |
| 9.  | 11 maggio 2025    | I. ČLTK Prague Open, Praga                               | Terra rossa | Guy den Ouden        | 6-4, 6-0         |
| 10. | 21 giugno 2025    | Poznań Open, Poznań                                      | Terra rossa | Dalibor Svrčina      | 6-2, 6-0         |

##### Finali perse (3)
| Legenda tornei minori     |
| Challenger (2)            |
| ITF World Tennis Tour (1) |

| N. | Data             | Torneo                                | Superficie  | Avversario in finale | Punteggio        |
| 1. | 6 dicembre 2020  | M15 Antalya, Adalia                   | Cemento     | Holger Rune          | 0-6, 0-4, rit.   |
| 2. | 14 maggio 2023   | Danube Upper Austria Open, Mauthausen | Terra rossa | Hamad Međedović      | 2-6, 7-6(5), 4-6 |
| 3. | 16 febbraio 2025 | Tenerife Challenger II, Tenerife      | Cemento     | Pablo Carreño Busta  | 3-6, 2-6         |